# Uma Família Inglesa
Uma Família Inglesa é o primeiro romance do escritor português Júlio Dinis, publicado em 1868.

## Enredo
Carlos, o filho de um comerciante inglês do Porto (Mr. Richard Whitestone) e Cecília, a filha do guarda-livros do escritório Whitestone, encontram-se num baile de carnaval. Sem saber de quem se trata, Carlos apaixona-se por ela, e é a irmã deste, Jenny que descobre tudo, e tenta proteger Cecília sua amiga, por recear que seja apenas mais uma aventura de Carlos. Contudo, ao se aperceber de que não é, acaba por proteger e ajudá-los a chegar à felicidade.

## Personagens
- Carlos Whitestone - protagonista, herói romântico. Jovem de dupla nacionalidade.
- Mr. Richard Whitestone - negociante britânico na Rua Nova dos Ingleses, no Porto, viúvo, empreendedor e respeitado. É pai de Carlos e Jenny.
- Jenny - filha do abastado Mr. Richard Whitestone, irmã de Carlos
- Cecília - rapariga de 18 anos, amiga de Jenny.
- Manuel Quintino - guarda-livros do escritório Whitestone, pai de Cecília.